# Husby (Tierp)
Husby is een plaats in de gemeente Tierp in het landschap Uppland en de provincie Uppsala län in Zweden. De plaats heeft 61 inwoners (2005) en een oppervlakte van 11 hectare.